# Daniel Fallström
Carl Daniel Faldstrøm (født 26. oktober 1858 i Gävle, død 19. januar 1937 i Stockholm) var en svensk forfatter, skuespiller, journalist og teaterkritiker.

## Biografi
Fallström uddannede sig først til skuespiller, men følte sig snart draget mere mod det litterære aspekt. Han arbejdede som journalist for Figaro fra 1878–1881 og derefter for Aftonbladet 1881–83, bl.a. som korrespondent i Paris. Senere fik han ansættelse som journalist for række andre aviser og tidsskrifter, og var i perioden 1906-09 desuden teateranmelder i Nya Dagligt Allehanda og fra 1909 i Stockholmstidningen. Under sin tid som udenrigskorrespondent i Paris skrev han sin første novellesamling Novelletter. Hans første større digtsamling I vinterqväll udkom i 1887, med bl.a. digte forfattet så tidligt som 1881. Han publicerede derefter flittigt med nye digtsamlinger, og blev hurtigt en respekteret og flittigt anvendt poet, ikke mindst ved højtideligheder så som indvielser og jubilæer.
Hans stil var udpræget romantisk. Udover de forskellige lejlighedsdigte var centrale motiver i hans digte historiske emner, hyldest til kvinder og fædreland, natur- og stemningslyrik og beskrivelser af Stockholm. På dansk udgav Gyldendal i 1912 hans Sorte og røde Hjærter: udvalgte Fortællinger.
Faldström medvirkede i 1918 i en måned i Ernst Rolfs kabaret Fenixkabaré, som et led i dennes forsøg at give plads til den finere litteratur i kabaret- og varietéverden.
Mange af Fallströms digte er blevet sat til musik af komponister som Hugo Alfvén og Wilhelm Peterson-Berger, og i den lettere genre Fred Winter. Den mest kendte melodi med tekst af Fallström er måske Rosen og sommerfuglen, som blev indspillet af Ingvar Olsson i 1954, samt Annina, med musik af Oskar Merikanto.
Faldström er begravet på Norra begravningsplatsen i Stockholm.